# Mazi Smith
Mazi Smith (Grand Rapids, Michigan; 16 de junio de 2001) es un jugador profesional estadounidense de fútbol americano, se desempeña en la posición de defensive tackle en Dallas Cowboys, en la National Football League (NFL).

## Carrera
Hizo su debut profesional con el equipo Dallas Cowboys, lleva jugando una temporada, comenzó en el 2023.